# Ridha Ferchiou
Ridha Ferchiou, né le 8 avril 1945 au Bardo, est un homme politique tunisien.

## Biographie
Enseignant et chercheur, il dirige l'Institut des hautes études commerciales de Carthage, entre 1976 et 1988.
Directeur des Instituts supérieurs des études technologiques et conseiller auprès du ministre de l'Éducation et des Sciences, de 1991 à 1995, il assure ensuite la fonction de directeur de cabinet du ministre de l'Enseignement supérieur pendant deux ans puis celle de ministre de l'Éducation, du 9 octobre 1997 au 15 février 1999, dans le gouvernement Karoui.
De 2000 à 2009, il préside le Conseil national de la statistique, avant de devenir PDG de l'Institut Tunis-Dauphine en 2009.

## Vie privée
Il est marié et père de deux enfants.